# Zodiak DSS-401
Zodiak DSS-401 i 402 – seria dwóch typów odbiorników radiowych produkowanych od 1979 roku w zakładach Diora należących do zjednoczenia Unitra.
Zodiak był drugim po radioodbiorniku Amator-Stereo DSS-101, nie licząc nieudanych najtańszych konstrukcji, ekonomicznym odbiornikiem stereofonicznym produkowanym w Polsce.

## Zodiak DSS-401
Stereofoniczny odbiornik radiowy, wyposażony we wzmacniacz 2×10 W z układem wyciszania szumów. W dolnej części przedniego panelu umieszczono trzy zestawy diod świecących sygnalizujących: odbiór stereo, dostrojenie w paśmie FM i poziom sygnału. Z tyłu obudowy zlokalizowano bezpiecznik, gniazda umożliwiające podłączenie gramofonu, magnetofonu, kilku rodzajów anten oraz 2 głośników o impedancji 8 Ω. Z boku odbiornika umiejscowiono pokrętło do zmieniania stacji. Panel przedni zawierał wejście słuchawkowe, włącznik/wyłącznik, pokrętła regulacji głośności, oraz programator stacji FM umożliwiający zaprogramowanie 5 stacji, w tym 4 przez pokrętła przy klawiszach, piąty przez pokrętło strojenia z prawej strony odbiornika.
Obudowa radia jest plastikowa, z pokrywą połączoną ze ściankami bocznymi wykonaną z płyty wiórowej oklejonej okleiną drewnopodobną.

## Zodiak DSS-402
Zmodyfikowana wersja Zodiaka DSS-401, różniąca się mocą wyjściową zwiększoną do 2×15 W. Zwiększenie mocy uzyskano poprzez zmianę napięcia zasilającego wzmacniacz mocy, co wiązało się z zastosowaniem innych układów elektronicznych końcówki mocy oraz transformatora o większej mocy.

## Modyfikacje
W trakcie produkcji zmieniano układy elektroniczne radioodbiornika dążąc do wyeliminowania układów produkcji zachodnioeuropejskiej, coraz trudniej dostępnych w kryzysie lat osiemdziesiątych na produkowane w Polsce.

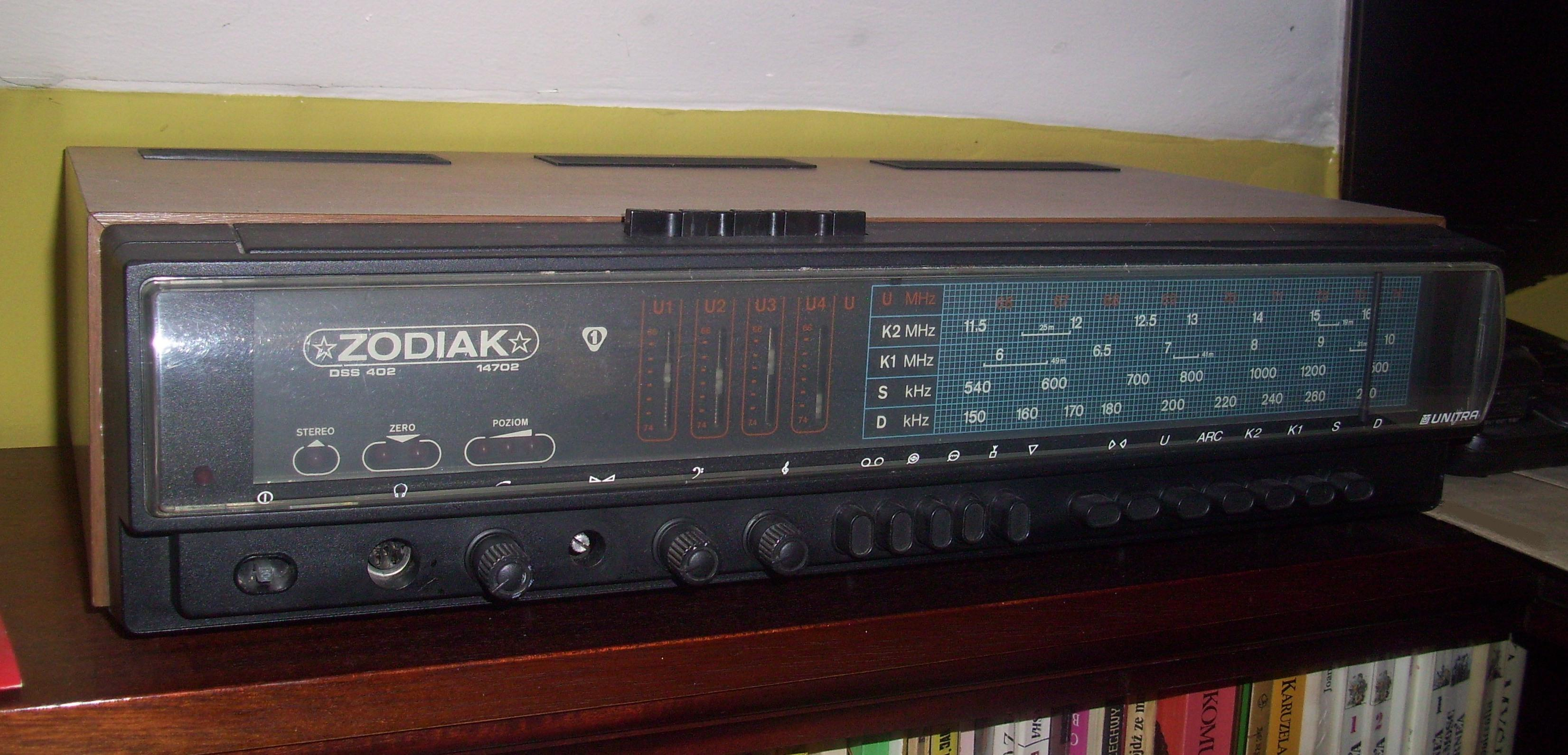
DSS-402

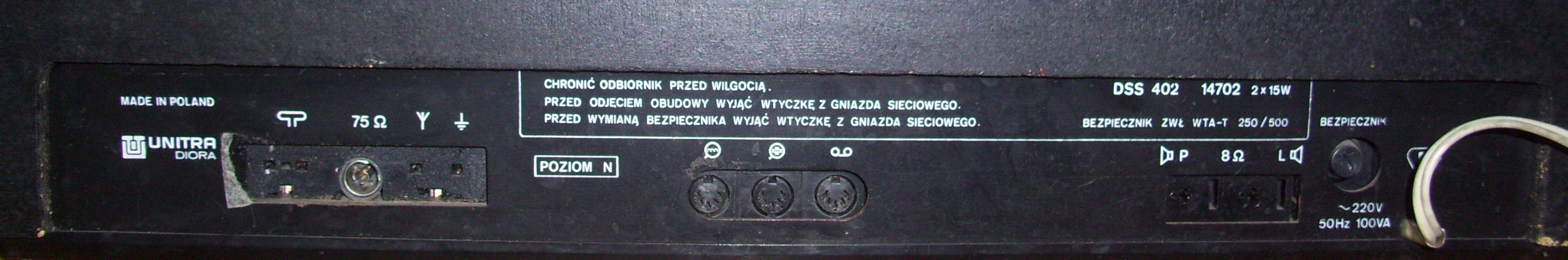
Panel tylny radia